# ベースインヴェイダーズ
ベースインヴェイダーズ（Bassinvaders、正式にはMarkus Grosskopf's Bassinvaders）は、2008年にハロウィンのベーシストであるマーカス・グロスコフが始動した、ベースに焦点を定めたヘヴィメタル・プロジェクト。

## 解説
2007年、フロンティアーズ・レコードにこの企画を持ち込み、実現した。歌えるベーシストとしてピーター”ピーヴィ”ワグナー、トム・エンジェルリッパー、マルセル・シュミーアを招き入れ、それからドラマーやソロパートを任せられる演奏者を探したところ、予想を大きく上回る参加人数となり、スケジュール調整に半年かかった。

## 音楽的特徴
ロックやヘヴィメタルで特徴的なパートと言えるギターを、エレクトリック・ギター、アコースティック・ギターともに排し、ボーカル、ベース、ドラムスのみという実験的な構成となっており、ソロもベース・ギターやリズム・ベースで弾いている。
メインメンバーである4人に加え、ビリー・シーン、ルディ・サーゾといった様々なメンバーがゲスト参加している。

## 参加ミュージシャン

### メイン・メンバー
- マーカス・グロスコフ Markus Grosskopf - (B) ハロウィン
- ピーター”ピーヴィ”ワグナー Peter "Peavy" Wagner - (Vo、B) レイジ
- トム・エンジェルリッパー Tom Angelripper - (Vo、B) ソドム
- シュミーア SCHMIER - (Vo、B) デストラクション

### ゲスト・メンバー

#### ボーカル
- アポロ・パパサナシオ Apollo Papathanasio - ファイアーウィンド、タイム・レクイエム、イーヴル・マスカレード、マジェスティック
- イエスパ・ビンザー Jesper Binzer - D-A-D
- J.C. - キックハンター

#### ドラム
- ステファン・アーノルド Stefan Arnold - グレイヴ・ディガー
- アンドレ・ヒルガース André Hilgers - アクシス、レイジ、サイレント・フォース

#### ベース
- リー・ロッカー Lee Rocker - ストレイ・キャッツ
- マルコ・メンドーサ Marco Mendoza - シン・リジィ、ドロレス・オリオーダン、ホワイトスネイク、テッド・ニュージェント
- D.D. ヴァーニ D.D. Verni - オーヴァーキル
- ビリー・シーン Billy Sheehan - スティーヴ・ヴァイ、MR. BIG、デイヴィッド・リー・ロス
- マイケル・ミュラー Michael Müller - ジェイデッド・ハート
- ルディ・サーゾ Rudy Sarzo - DIO、オジー・オズボーン、クワイエット・ライオット、ホワイトスネイク
- ウィザード Wyzard - マザーズ・フィネスト
- ジョーイ・ヴェラ Joey Vera - アーマード・セイント、フェイツ・ウォーニング、アンスラックス
- スティ・ペダーセン Stig Peterson - D-A-D
- ニッブス Nibbs - サクソン
- トビアス・エクセル Tobias Exxel - エドガイ
- ヤンス・ベッカー Jens Becker - グレイヴ・ディガー、ランニング・ワイルド
- デニス・ワード Dennis Ward - ピンク・クリーム69
- ピーター・バルテス Peter Baltes - アクセプト
- ディルク・シュレヒター Dirk Schlächter - ガンマ・レイ
- ヤン・エッカート Jan-Sören Eckert - マスタープラン、アイアン・セイヴィアー

## ディスコグラフィ

### スタジオ・アルバム
- 『ヘルベースビーターズ』 - Hellbassbeaters (2008年)